# Riva Palacio, Veracruz
Riva Palacio är en ort i Mexiko.   Den ligger i kommunen Papantla och delstaten Veracruz, i den sydöstra delen av landet, 230 km nordost om huvudstaden Mexico City. Riva Palacio ligger 76 meter över havet och antalet invånare är 466.
Terrängen runt Riva Palacio är platt åt nordost, men åt sydväst är den kuperad. Runt Riva Palacio är det ganska tätbefolkat, med 149 invånare per kvadratkilometer. Närmaste större samhälle är Papantla de Olarte, 18,8 km nordväst om Riva Palacio. Omgivningarna runt Riva Palacio är en mosaik av jordbruksmark och naturlig växtlighet.